# Alban Heß
Alban Heß (* 2. Januar 1891 in Sangerhausen; † 26. April 1970) war ein deutscher Buchhändler und Gegner des Nationalsozialismus. 

## Leben
Alban Heß war der Sohn des Buchbindermeisters Richard Heß aus Sangerhausen. Er besuchte in seiner Heimatstadt die Mittelschule und die kaufmännische Berufsschule. Nach Ausbruch des Ersten Weltkrieges wurde er zum Militärdienst einberufen und nahm am Feldzug gegen Frankreich teil. Am Kriegsende geriet er in englische Gefangenschaft. Wieder nach Sangerhausen zurückgekehrt, gründete er dort im Jahre 1922 in der Göpenstraße die Alban-Heß-Bücherstube, aus der die in einem anderen Gebäude untergebrachte Sankt-Michael-Buchhandlung hervorging, welche zwischenzeitlich geschlossen wurde. Bereits frühzeitig lehnte er als Mitglied der Bekennenden Kirche den in Deutschland immer mehr Zulauf findenden Nationalsozialismus ab. In seinem Buchladen verkaufte er keine Literatur der NSDAP, auch nicht den Bestseller von Adolf Hitler Mein Kampf. 
Wegen seiner regimekritischen Aktivitäten wurde er 1941 verhaftet und musste nach siebenmonatiger Untersuchungshaft für zwei Jahre in die Zuchthäuser in Erfurt und Ichtershausen. Im März 1944 erfolgte seine Einweisung in das KZ Buchenwald. Dort erlebte er im April 1945 die Befreiung. Er kehrte geschwächt in seine Heimatstadt zurück, wo er die Sankt-Michael-Buchhandlung gründete.
Alban Heß wurde in Sangerhausen Mitbegründer der Ortsgruppe der CDU und Stadtverordneter. 1949 zog er sich aus der Lokalpolitik zurück. Mit den Behörden der DDR kam er mehrfach in Konflikt, nachdem er das System der Blockparteien kritisiert und u. a. öffentlich zum Wahlboykott aufgerufen hatte. Ihm wurde die Rente für die Verfolgten des Naziregimes aberkannt. 

## Ehrungen
In Sangerhausen wurde im Jahre 2000 die bisherige Leninstraße in Alban-Heß-Straße umbenannt. Ferner wurde 2015 ein Stolperstein für ihn verlegt.